# جان كالالا نتومبا
جان كالالا نتومبا (بالفرنسية: Jean Kalala N'Tumba)‏ (مواليد 7 يناير 1949) هو لاعب كرة قدم. يلعب مع منتخب زائير لكرة القدم. سبق له أن لعب في كأس العالم لكرة القدم مع منتخب بلاده.

## روابط خارجية
- جان كالالا نتومبا على موقع الاتحاد الدولي (مؤرشف)  (الإنجليزية)
- جان كالالا نتومبا على موقع قاعدة بيانات كرة القدم.إي يو (الإنجليزية)
- جان كالالا نتومبا على موقع ناشيونال فوتبول تيمز (الإنجليزية)